# Fußballkultur

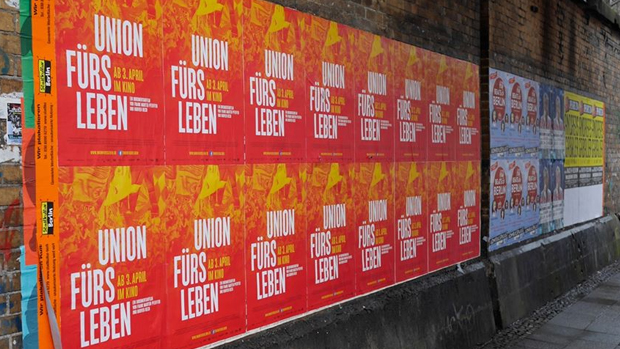
Plakate für den Fußballfilm Union fürs Leben (2014)

Als Fußballkultur wird die künstlerische Auseinandersetzung mit Themen rund um den Fußball bezeichnet. Kulturwissenschaftliche geprägte, kulturelle Phänomene, die mit Fußball und Fanwesen in Verbindung stehen, seien es Rituale, Fangesänge, Popsongs, Fußballfotografie, Fußballfilme oder Fußballliteratur werden ebenfalls dazugerechnet. Die Fußballkultur kann der Popkultur zugeordnet werden.

## Entstehung
Fußball entstand in seiner modernen Form im 19. Jahrhundert vor allem in England und war zunächst stark von Eliteschulen und Universitäten geprägt. Die dort entwickelten Regeln und Strukturen legten den Grundstein für den heutigen Vereinsfußball. Trotz dieser elitären Wurzeln verbreitete sich der Sport rasch in Arbeitermilieus und wurde insbesondere in Industriestädten populär. Dennoch wurde Fußball lange Zeit von Vertretern einer akademischen Hochkultur als simpler Zeitvertreib abgetan oder aus politischen Gründen kritisiert – etwa als „Brot und Spiele“, das die arbeitende Bevölkerung von gesellschaftlichem Engagement ablenke. Auch viele linke Intellektuelle der 1920er Jahre, darunter Bertolt Brecht und Walter Mehring, zeigten eher Interesse am Box- oder Radsport als an Fußball.
Die eigentliche Entwicklung einer eigenständigen Fußballkultur setzte in den 1980er Jahren ein. Kulturschaffende, linke Intellektuelle und später auch Journalisten begannen, Fußball jenseits ideologischer Deutungsmuster und abseits klassischer Sportberichterstattung als kulturelles Phänomen wahrzunehmen. In dieser Zeit entstanden zudem unabhängige Fußball-Fanzines, die den Sport aus neuen, oft subkulturellen Perspektiven beleuchteten. In Deutschland trugen unter anderem der Schriftsteller Ror Wolf mit seinen Fußballtexten, Autoren der Neuen Frankfurter Schule, Poptheoretiker aus dem Umfeld der Zeitschrift Spex sowie der Journalist Helmut Böttiger zur Etablierung einer reflektierten Fußballkultur bei. Der endgültige Durchbruch in den Mainstream gelang mit dem Roman Fever Pitch von Nick Hornby.

## Hintergründe

### In Europa
In Deutschland hat die Erforschung der Fußballkultur relativ spät begonnen. Der Landeshistoriker Gehrmann war der Erste, der sich 1988 im Rahmen seiner Habilitation im Rahmen der Geschichte des Ruhrgebiets mit der kulturellen Bedeutung des Fußballs auseinandersetzte. Der Erste, der Fußballfans als ein eigenes kulturelles Phänomen behandelte war (wahrscheinlich) der amerikanische Historiker Charles P. Korr (1978) mit seiner Analyse der Fußballkultur bei West Ham United. In der Folge engagierten sich Kulturhistoriker und Kultursoziologen in der Analyse einzelner Vereine, spezieller kultureller Phänomene wie der Fußballfans im Ausland. Die Besonderheiten der Fußballfans, die einerseits der internationalsten mit einer Vielzahl von Spielern ausländischer Herkunft durchsetzten Sportart huldigen und andererseits einen Rassismus verherrlichen prägt die jüngeren Analysen. Auch die Besonderheiten einer lokalen Kultur in einer globalen Sportart hat zu Analysen angeregt.

### In Deutschland
Das Aufkommen von Pop- wie auch Fußballkultur als intellektuelles Phänomen wird immer wieder mit dem Niedergang des Politischen in Zusammenhang gebracht. Da Links und Rechts die Welt nicht mehr erklären konnten, versuchte man hier, wie schon Roland Barthes und andere es vorgeführt hatten, aus kleinen Dingen, dem Alltäglichen, Banalen, Erklärungen für die Welt zu ziehen. Typisch hierfür die Analyse von Klaus Theweleit (2004): „Wo ist der Zusammenhang zwischen 50 % Wahlbeteiligung und 100 % Fußballgequassel? (…) mit dem Einreißen der Berliner Mauer und dem Untergang der alten Ostblockgesellschaften [wurde] vielen Menschen hier ein geistiges Betätigungsfeld oder auch theoretisches Spielfeld genommen (…), das, aus welchen merkwürdigen Gründen auch immer, durch eine ungeheure Menge öffentlichen Fußballs ersetzt wird. (…) Er stopft offensichtlich gewisse Löcher. Die unübersehbare Intellektualisierung der Fußballzuwendung würde für diese These sprechen. Kannten sich die Leute vor drei Jahrzehnten noch bestens in den diversen chinesischen Wegen zur Revolution aus, kommentieren sie heute versiert die Verschiebungen der fußballerischen Gemengelage. Zidane wäre dann so etwas wie der aktualisierte Lenin, ein unverfänglicherer zumal. Die Diskussion über Pressing und Verschieben wären die Diskussionen des „richtigen Moments“ des richtigen politischen Handelns. (Während man die Politiker ihren Murks, an dem man doch nichts ändern kann, machen lässt.)“

## Bedeutung
Autoren wie Christoph Biermann und Dirk Schümer haben die intellektuelle Beschäftigung mit Fußball seit einiger Zeit auch in Qualitätszeitungen wie der Süddeutschen und der FAZ durchgesetzt. Führende Theoretiker wie Klaus Theweleit beschäftigen sich mit dem Phänomen, und im Fahrwasser des Erfolgs der Zeitschriften Der tödliche Pass und 11 Freunde sind weitere Fußballmagazine „mit Anspruch“ gegründet worden. Auch in Film, Literatur, selbst im Theater ist es inzwischen gang und gäbe, sich ernsthaft mit Fußball zu beschäftigen – ebenso im akademischen Betrieb. Umstritten ist dabei, gerade auch in der Fanszene, inwieweit diese kulturelle Wende der Beschäftigung mit Fußball nicht auch zu einer Gentrifizierung des Sports führt, einer Entwicklung, die einher geht mit auf andere Zielgruppen zielenden, erhöhten Eintrittspreisen in den Stadien, die Fans aus einkommensarmen Schichten aus den Stadien verdrängt.
Hiermit in Verbindung steht die zunehmende politische Auseinandersetzung innerhalb der Fußballstadien und der Fankultur. Dies hat einerseits zu einem positiven Imagewandel hin zu einem freundlichen Gesicht Deutschlands mit einem bunten, Fahnen schwenkendem Nationalismus geführt, zu Massenbegeisterung beim Public Viewing, andererseits aber auch einzelnen rassistischen Formen z. B. in der Borussenfront.
Seit 2004 gibt es als Forum für Beschäftigung mit Fragen der Verbindungslinien zwischen Fußball und Kultur die Deutsche Akademie für Fußball-Kultur mit Sitz in Nürnberg.